# Салютний проїзд
Салю́тний прої́зд — вулиця в Шевченківському районі міста Києва, місцевість Нивки. Пролягає від Салютного провулку до вулиці Януша Корчака. 

## Історія
Проїзд виник у середині XX століття під назвою Новий провулок. Сучасна назва — із середини 1950-х років.